# Rich Gang: Tha Tour Pt. 1
| Recensione    | Giudizio |
| ------------- | -------- |
| Complex       |          |
| HipHopDX      |          |
| Exclaim!      | 8/10     |
| Rolling Stone |          |

Rich Gang: Tha Tour Pt. 1 (chiamato anche Tha Tour, Pt. 1) è un mixtape di Birdman, Young Thug e Rich Homie Quan, pubblicato il 29 settembre 2014 per l'etichetta discografica Cash Money Records. Il mixtape presenta le produzioni di London on da Track, Issac Flame and Goose, e presenta apparizioni di Nipsey Hussle, PeeWee Longway, Jacquees, Yung Ralph, Bloody Jay, MPA Duke ed MPA Wicced. Il mixtape è stato supportato da sette singoli, ovvero: "Tell Em (Lies)", "Imma Ride", "Freestyle", "Soldier", "Milk Marie", "Flava" e "Givenchy".

## Tracce

### Download digitale[5]
1. Givenchy (Young Thug e Birdman) – 5:00
2. War Ready (Rich Homie Quan) – 3:54
3. I Know It (Rich Homie Quan e Young Thug) – 4:05
4. See You (Young Thug) – 4:19
5. Beat It Up (Rich Homie Quan e Young Thug) – 4:02
6. Flava (Young Thug, Birdman e Rich Homie Quan) – 5:51
7. 730 (Young Thug) – 4:07
8. Hate I (Rich Homie Quan) – 2:13
9. Tell Em (Lies) (Young Thug e Rich Homie Quan) – 4:04
10. I Got (Young Thug feat. Peewee Longway) – 4:33
11. Milk Marie (Rich Homie Quan) – 3:14
12. Imma Ride (Birdman e Young Thug feat. Yung Ralph) – 4:47
13. Everything I Got (Rich Homie Quan) – 4:11
14. Keep It Goin (Young Thug) – 4:23
15. Bullett (Rich Homie Quan e Young Thug) – 4:02
16. Freestyle (Rich Homie Quan e Young Thug) – 3:43

### Tracce bonus
1. Throw Your Hood Up (Young Thug feat. Nipsey Hussle e Bloody Jay) – 5:33
2. Soldier (Jacquees feat. Rich Homie Quan) – 4:13
3. Pull Up (Rich Homie Quan e Young Thug) – 3:57
4. Who's On Top (Young Thug feat. Duke e Wicced) – 3:52